# Deißlingen
Deißlingen ist eine Gemeinde im Süden des Landkreises Rottweil in Baden-Württemberg.

## Geographie

### Geographische Lage
Deißlingen liegt am Oberlauf des Neckars, etwa sieben Kilometer südwestlich der Kreisstadt Rottweil in der Region Schwarzwald-Baar-Heuberg. Auf der Gemarkung von Deißlingen befindet sich der Staatsbahnhof Trossingen.

### Nachbargemeinden
Die Gemeinde Deißlingen grenzt im Norden an Zimmern ob Rottweil und Rottweil, im Osten an Aldingen und Trossingen, beide im Landkreis Tuttlingen, im Süden an Villingen-Schwenningen und im Westen an Dauchingen und Niedereschach, alle drei im Schwarzwald-Baar-Kreis.

### Größere Städte im Umkreis
- Rottweil
- Spaichingen
- Trossingen
- Villingen-Schwenningen

### Ausdehnung des Gemeindegebiets
Deißlingen hat eine Gemarkungsfläche von 3215 ha. Davon sind 238 Gebäude- und Freiflächen, 1179 ha landwirtschaftlich genutzte Flächen, 1450 ha Wald und 269 ha Verkehrsflächen.

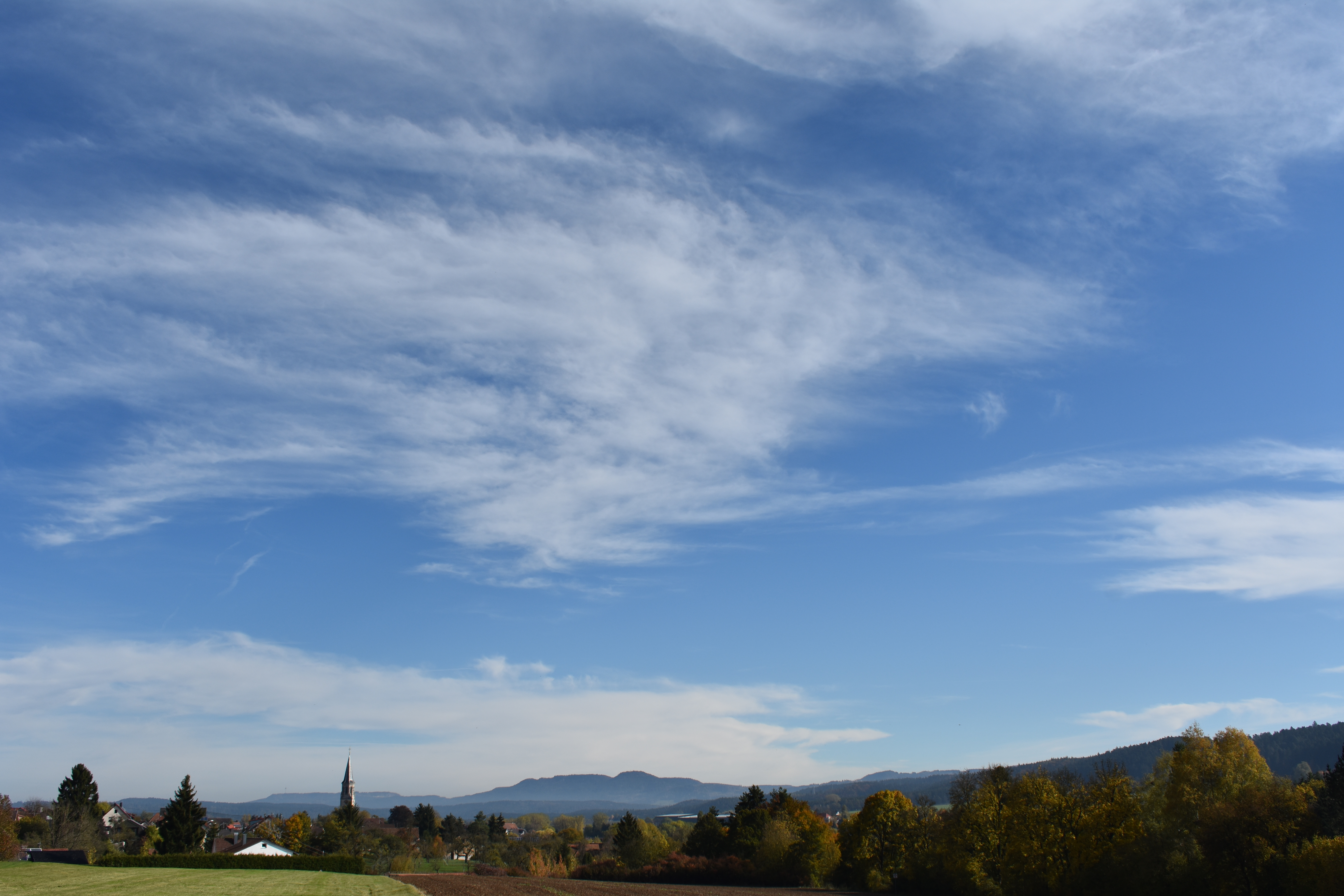
Blick auf Deißlingen, im Hintergrund der Albtrauf

### Gemeindegliederung
Die Gemeinde Deißlingen besteht aus den Gemeindeteilen Deißlingen und Deißlingen-Lauffen. Die Gemeindeteile sind räumlich identisch mit den früheren Gemeinden Deißlingen und Lauffen ob Rottweil. Die beiden Gemeindeteile bilden Wohnbezirke im Sinne der baden-württembergischen Gemeindeordnung, der Gemeindeteil Deißlingen-Lauffen bildet zugleich eine Ortschaft im Sinne der baden-württembergischen Gemeindeordnung mit eigenem Ortschaftsrat und Ortsvorsteher und einer örtlichen Verwaltungsstelle.
Zum Gemeindeteil Deißlingen gehören das Dorf Deißlingen, der Weiler Hinterhölzer Höfe, die Höfe Langenfeld und Maienbühl und der Wohnplatz Bundesbahnhof Trossingen.
Zum Gemeindeteil Deißlingen-Lauffen gehören das Dorf Lauffen ob Rottweil, die Weiler Hochhalden und Niederhalden, das Gehöft Lerchenbühl und der Wohnplatz Schachthaus.
Im Gemeindeteil Deißlingen liegen die abgegangenen Burgen Hirnbach (Hornbach) und Neckarstetten.

### Schutzgebiete
In Deißlingen liegt das Landschaftsschutzgebiet Hänge mit Wald und Hecken im Neckartal und Mückenbachtal. Der Nordwestliche Teil der Gemeinde gehört zudem zum Vogelschutzgebiet Baar.

## Geschichte

### Deißlingen

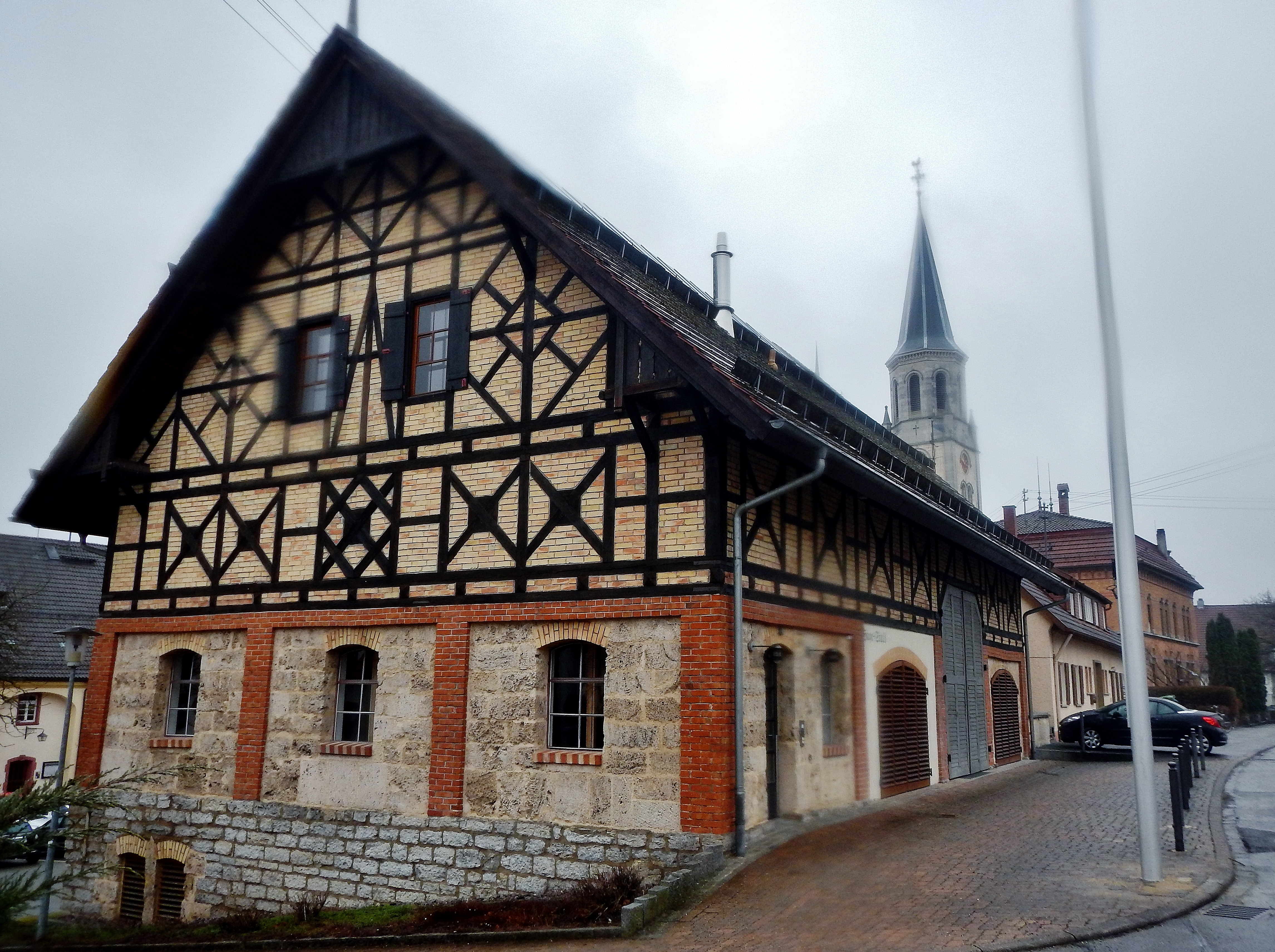
Hagestall

Das Pfarrdorf Deißlingen wurde erstmals im Jahr 802 unter dem Namen Vila Tussenlinga genannt. Noch älter sind Funde aus der Römerzeit (zum Beispiel Badanlage unter der katholischen Kirche) und der Besiedlung durch die Alemannen (Gräber 1930 und 1990 freigelegt).
Im Laufe des Spätmittelalters gelangte Deißlingen durch Schenkungen und Verkauf aus kirchlichem, klösterlichem Besitz in den Besitz der Reichsstadt Rottweil. Bis zur Mediatisierung war Deißlingen dem Bruderschaftsoberpflegamt der Reichsstadt unterstellt. 1803 fiel Deißlingen mit Rottweil an Württemberg. Bei der Umsetzung der neuen Verwaltungsgliederung im 1806 gegründeten Königreich Württemberg wurde Deißlingen dem Oberamt Rottweil unterstellt, welches 1934 in Kreis Rottweil umbenannt wurde.
1869 erfolgte für Deißlingen mit der Eröffnung der Bahnstrecke Rottweil–Villingen der Anschluss an das Schienennetz der Württembergischen Eisenbahn.
Bei der Kreisreform während der NS-Zeit in Württemberg gelangte Deißlingen 1938 zum erweiterten Landkreis Rottweil.

### Lauffen ob Rottweil
Der Name geht auf den Neckarlaufen, einen ehemaligen Wasserfall des Neckars im Ort, zurück (Laufen ist eine alte Bezeichnung für Stromschnelle). In Lauffen hatte der Neckar seinen einzigen, vier Meter hohen Wasserfall, der aber inzwischen trockengelegt ist. 
Lauffen ob Rottweil wurde erstmals im Jahr 1248 schriftlich erwähnt, verbunden mit einem Güterbesitz des Zisterzienserklosters Salem. Stärker verbunden ist die Ortsgeschichte Lauffens mit dem nahe gelegenen Kloster Rottenmünster, welches viele Besitztümer auf der Gemarkung Lauffen hatte und zu dem es bis zur Säkularisation auch verwaltungstechnisch gehörte.  1803 wurde Lauffen württembergisch und gehörte bis 1806 zum Stabsamt Rottenmünster, dann zum Oberamt Spaichingen und ab 1810 zum Oberamt Rottweil. 1938 kam Lauffen zum Landkreis Rottweil.

### Nachkriegszeit
Nach dem Zweiten Weltkrieg fielen die Gemeinden in die Französische Besatzungszone und kamen somit zum neu gegründeten Land Württemberg-Hohenzollern, welches 1952 als Regierungsbezirk Südwürttemberg-Hohenzollern im Land Baden-Württemberg aufging. Im Zuge der Kreisreform in Baden-Württemberg wurde Deißlingen am 1. Januar 1973 lediglich für ein Jahr dem neu gebildeten Schwarzwald-Baar-Kreis mit der Kreisstadt Villingen-Schwenningen zugeordnet, während Lauffen ob Rottweil beim Landkreis Rottweil verblieb.

### Gemeinde Deißlingen
Die heutige Gemeinde wurde am 1. Januar 1974 durch Vereinigung der Gemeinden Deißlingen (Schwarzwald-Baar-Kreis) und Lauffen ob Rottweil (Landkreis Rottweil) neu gebildet. Hierbei wechselte der Kernort Deißlingen zurück zum Landkreis Rottweil.

## Religionen

### Katholische Kirche

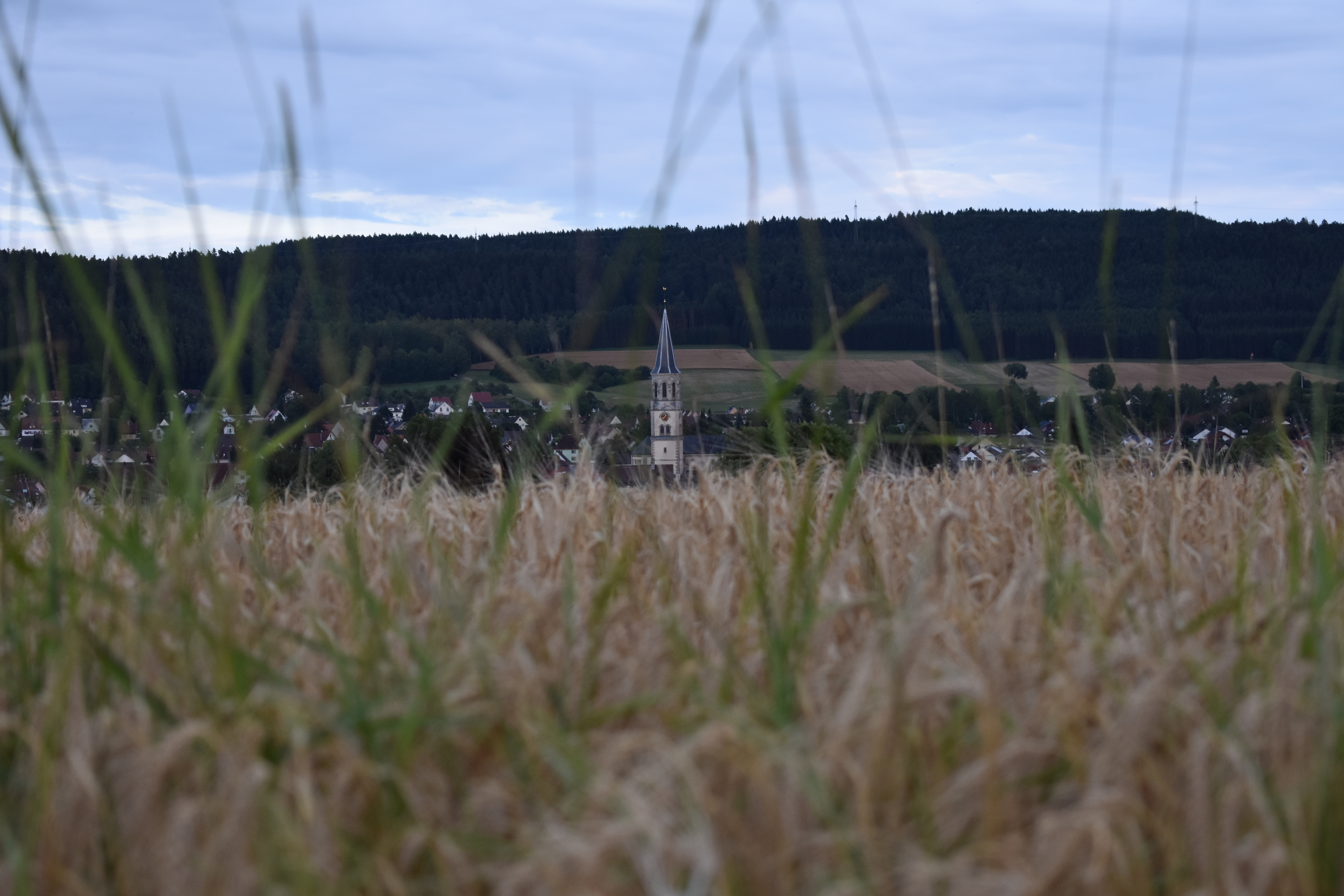
Blick auf Deißlingen mit dem markanten Turm der St. Laurentius-Kirche.

Deißlingen blieb auch nach der Reformation, wie Lauffen und Rottweil, konfessionell römisch-katholisch. So gibt es auch heute noch mit St. Laurentius im Kernort und mit St. Georg in Lauffen zwei katholische Kirchengemeinden, die zum Dekanat Rottweil der Diözese Rottenburg-Stuttgart gehören. Pfarrer der beiden Gemeinden ist seit 2021 Felix Thome. 
Nach dem Zweiten Weltkrieg sorgte Ehrenbürger August Schuler dafür, dass die St. Laurentiuskirche wieder Glocken erhält. Bereits 1948 ist der Kirchturm wieder mit drei Glocken bestückt, die größte davon mit einer Tonne Gewicht wurde von Ehepaar Schuler an die Kirchengemeinde gestiftet. Im Jahre 1983 stiftet der Sohn von August Schuler, Erwin Christian Schuler, die bis heute größte Glocke im Kirchturm der St. Laurentius Gemeinde.
Zur katholischen Kirchengemeinde gehört seit 1955 ebenfalls die Marienkapelle, welche sich südlich von Deißlingen im Wald befindet und 1895 von Schultheiß Hieronymus Busshard und seiner Gattin Pauline gestiftet wurde. Diese Kapelle wurde in ihrer Geschichte mehrfach renoviert, hierbei mehrmals mit der Unterstützung der Familie Schuler.

### Evangelische Kirche
Durch den Zuzug von heimatvertriebenen Protestanten nach dem Zweiten Weltkrieg stieg der Anteil der evangelischen Gläubigen, die 1957 mit der Pauluskirche an der Seestraße ein eigenes Gotteshaus erhielten. Die Kirche fasst 220 Besucher und ist nach dem Apostel Paulus von Tarsus benannt. Die Kirche besitzt farbige Fenster mit Glasmalerei von Romuald Hengstler. Dargestellt sind unter anderem die vier Evangelisten aus dem Neuen Testament. Im Kirchturm fanden zwei Glocken einen Platz, die mit ihrem Geläut auf die katholischen Glocken klanglich und im Blick auf die örtliche Läuteordnung abgestimmt sind.
Orgelbaumeister Johann Georg Stehle aus Haigerloch-Bittelbronn erbaute für die Pauluskirche 1976/1977 eine zweimanualige Schleifladenorgel mit Pedal als Opus 160. Das Instrument mit seinen zwölf Registern wurde unter Sachberatung von Kirchenmusikdirektor Gerhard Rehm aus Balingen aufgestellt. Der Prospekt mit Metalldekor wurde von Erich Hauser aus Rottweil entworfen und geschaffen.
Seit 1987 gehört zur Evangelischen Kirchengemeinde in Deißlingen auch ein Gemeindehaus mit Gruppenräumen, Küche und Bibliothek an der Badstraße. In Lauffen befinden sich keine Räumlichkeiten der Kirchengemeinde.
Die evangelische Gemeinde gehört zum Kirchenbezirk Rottweil der Evangelischen Landeskirche in Württemberg.

### Sonstige Glaubensgemeinschaften
Zudem war bis zu ihrem Umzug nach Rottweil Ende 2011 auch die Neuapostolische Kirche mit einer Kirchengemeinde im Ort vertreten.

## Politik

### Bürgermeister
Zum Nachfolger von Wolfgang Wesner (SPD), der nicht mehr kandidierte, wurde am 7. Dezember 2008 mit 79,12 Prozent der abgegebenen gültigen Stimmen Ralf Ulbrich gewählt, bislang Hauptamtsleiter in Bermatingen. Am 1. März 2009 trat er sein Amt an. Ralf Ulbrich gehört keiner Partei an, kam aber auf der Liste der SPD in den Kreistag Rottweil. Am 4. Dezember 2016 erfolgte seine Wiederwahl für weitere acht Jahre mit 98,1 Prozent der gültigen Stimmen. Am 1. Dezember 2024 wurde Ulbrich mit 95,8 Prozent der Stimmen für eine dritte Amtszeit wiedergewählt.

### Gemeinderat
Der Gemeinderat besteht aus den 18 gewählten ehrenamtlichen Gemeinderäten und dem Bürgermeister als Vorsitzendem. Der Bürgermeister ist im Gemeinderat stimmberechtigt. Die Kommunalwahl am 9. Juni 2024 führte zu folgendem Endergebnis. Die Wahlbeteiligung lag bei 61,11 % (2019: 58,1 %). 
| Deißlinger Unabhängige Liste (DUL) | 7 Sitze | 38,85 % | 2019: 32,1 %, 6 Sitze  |
| CDU                                | 6 Sitze | 33,85 % | 2019: 33,1 %, 6 Sitze  |
| SPD                                | 4 Sitze | 22,83 % | 2019: 34,8 %, 6 Sitze  |
| Bündnis 90/Die Grünen              | 1 Sitz  | 4,47 %  | 2019: nicht angetreten |

### Ortschaftsrat Lauffen
Im Gemeindeteil Lauffen gibt es zusätzlich einen Ortschaftsrat. Die Kommunalwahl am 9. Juni 2024 ergab folgende Sitzverteilung:
| CDU                                | 5 Sitze | 48,29 % | 2019: 47,7 %, 5 Sitze |
| SPD                                | 3 Sitze | 27,05 % | 2019: 36,4 %, 4 Sitze |
| Deißlinger Unabhängige Liste (DUL) | 3 Sitze | 24,65 % | 2019: 15,9 %, 2 Sitze |

Ortsvorsteher ist Karl Heinz Maier.

### Verwaltung
Es besteht eine Vereinbarte Verwaltungsgemeinschaft mit dem Sitz in Rottweil.

## Sehenswürdigkeiten

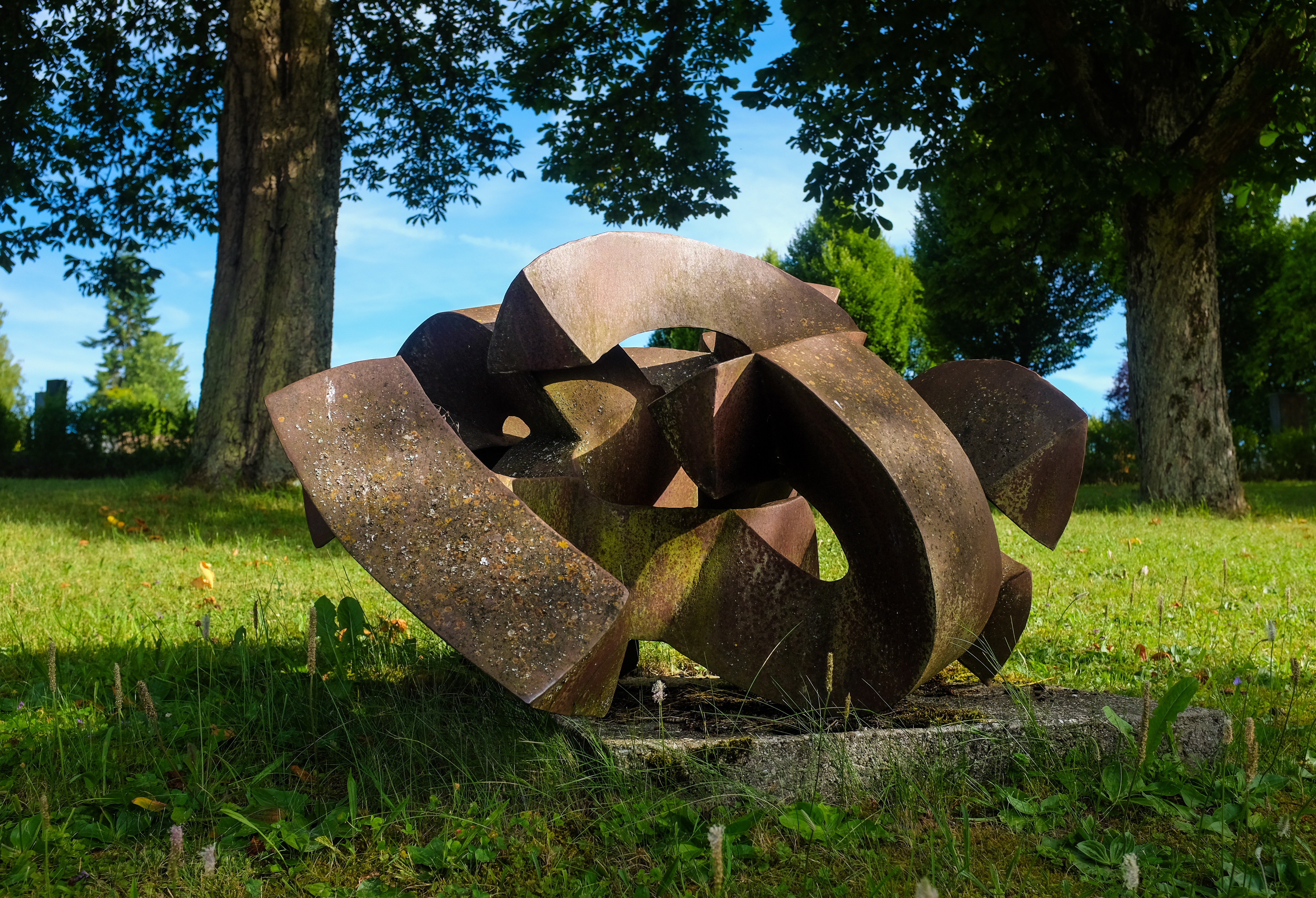
Skulptur am Friedhof

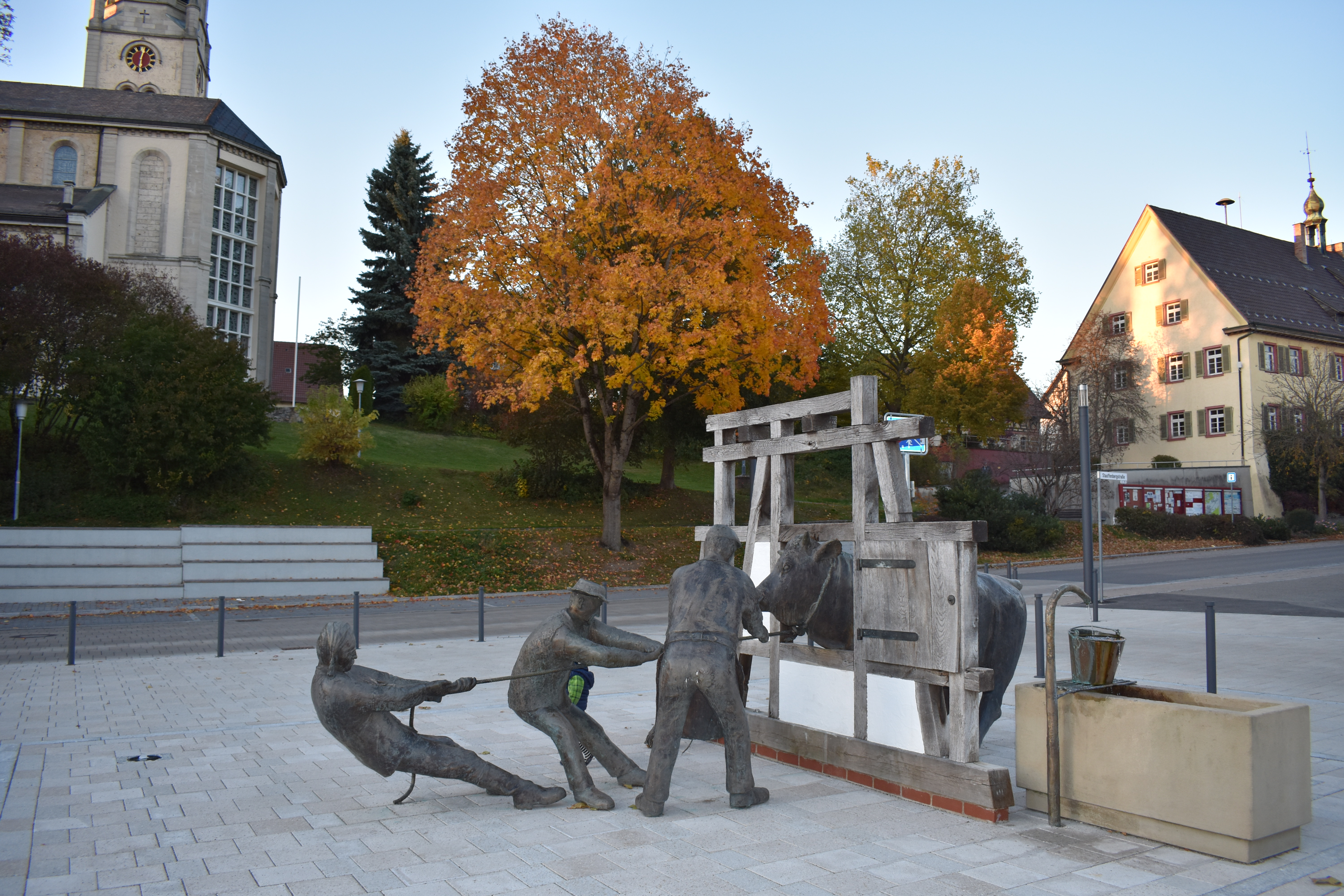
Der Hageverwürgerbrunnen in der neuen Ortsmitte.

Sowohl der Neckartal-Radweg als auch der Neckarweg führen durch die Gemeinde, außerdem bietet das nahegelegene Eschachtal als auch das Neckartäle mit dem ehemaligen Steinbruch eine Vielzahl von Wandermöglichkeiten. Über die Jahrhunderte haben sich mehrere historische Gebäude erhalten, insbesondere das ehemalige Schloss im Kehlhof (heute Rathaus) oder die katholische St. Laurentiuskirche in Deißlingen sowie die Zehntscheuer in Lauffen. In den vergangenen Jahren wurden in Deißlingen an verschiedenen Stellen Kunstobjekte platziert.

### Kulturdenkmäler
Deißlingen liegt an der Deutschen Uhrenstraße. Im Deißlinger Rathaus findet sich eine Uhrenkundliche Dauerausstellung, die die örtliche Uhrenherstellung und Einblicke in das Handwerk zeigt.
Das herausragende Kunstobjekt ist der „Hageverwürgerbrunnen“. Dieser ist inspiriert von einer historischen Begebenheit. Im Jahre 1910 wurde beim Versuch, einem Zuchtbullen einen Nasenring zu verpassen, dieser erwürgt. Die Geschichte verbreitete sich schnell in der Umgebung und brachte den Deißlingern den Beinamen „Hageverwürger“. Die Tradition der örtlichen Fasnet hält die Erinnerung an dieses Ereignis bis heute wach. Der „Hageverwürgerbrunnen“ steht auf dem zentralen Platz in der neuen Ortsmitte.

### Naturdenkmäler

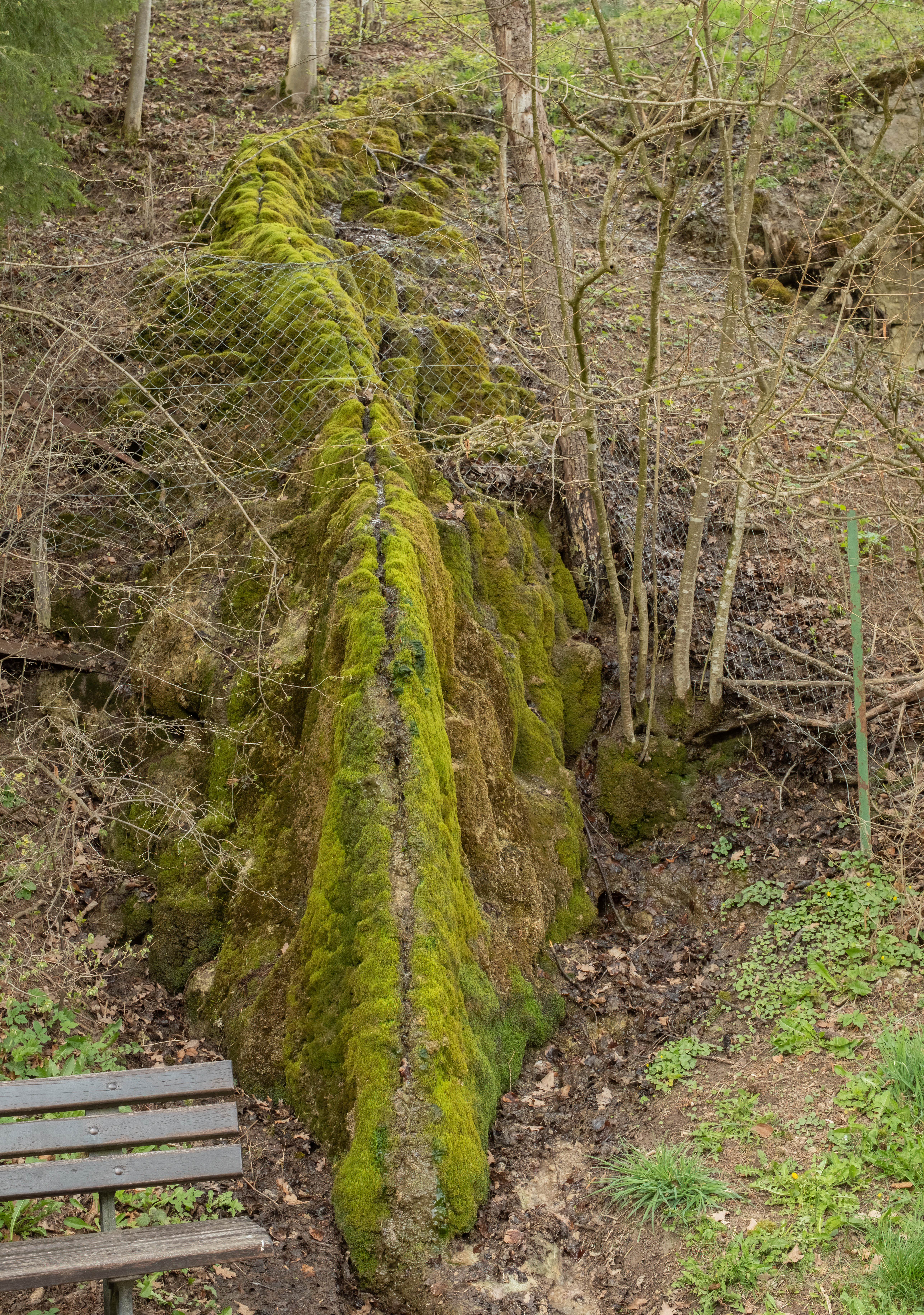
Steinerne Rinne

Vom westlichen Ortsrand etwa 700 Meter neckaraufwärts hat sich im Neckartal eine Steinerne Rinne gebildet.

## Wirtschaft und Infrastruktur

### Wirtschaft
Die Gemeinde verfügt über mehrere Gewerbegebiete: das Gewerbegebiet Breite im Gemeindeteil Deißlingen mit direktem Anschluss an die B 27, das Gewerbegebiet Mittelhardt im südlichsten Teil der Gemarkung, welches sich am Kreuz B 27/A 81 befindet, sowie im Gemeindeteil Lauffen, ebenfalls an der B 27 gelegen, die Gewerbegebiete Brühlstraße und Bettinger / Straßenäcker.
Während jahrhundertelang die Landwirtschaft wichtigster Wirtschaftszweig war, wurde in der ersten Hälfte des 20. Jahrhunderts, wie überall in der Region, die Uhrenindustrie auch in Deißlingen und Lauffen bedeutend. Nach dem allmählichen Niedergang der Branche haben sich heute zahlreiche kleine und mittelständische Unternehmen, auch bedingt durch die zentrale Lage und gute Verkehrsanbindung, angesiedelt. Die bedeutendsten Arbeitgeber sind die Firmen Schuler-Rohstoff GmbH (Entsorgung), PHG Peter Hengstler GmbH (Datentechnik) und Knauf Gips KG (Gipswerke) – insgesamt bieten rund 200 Unternehmen mehr als 2000 Arbeitsplätze.

### Verkehr

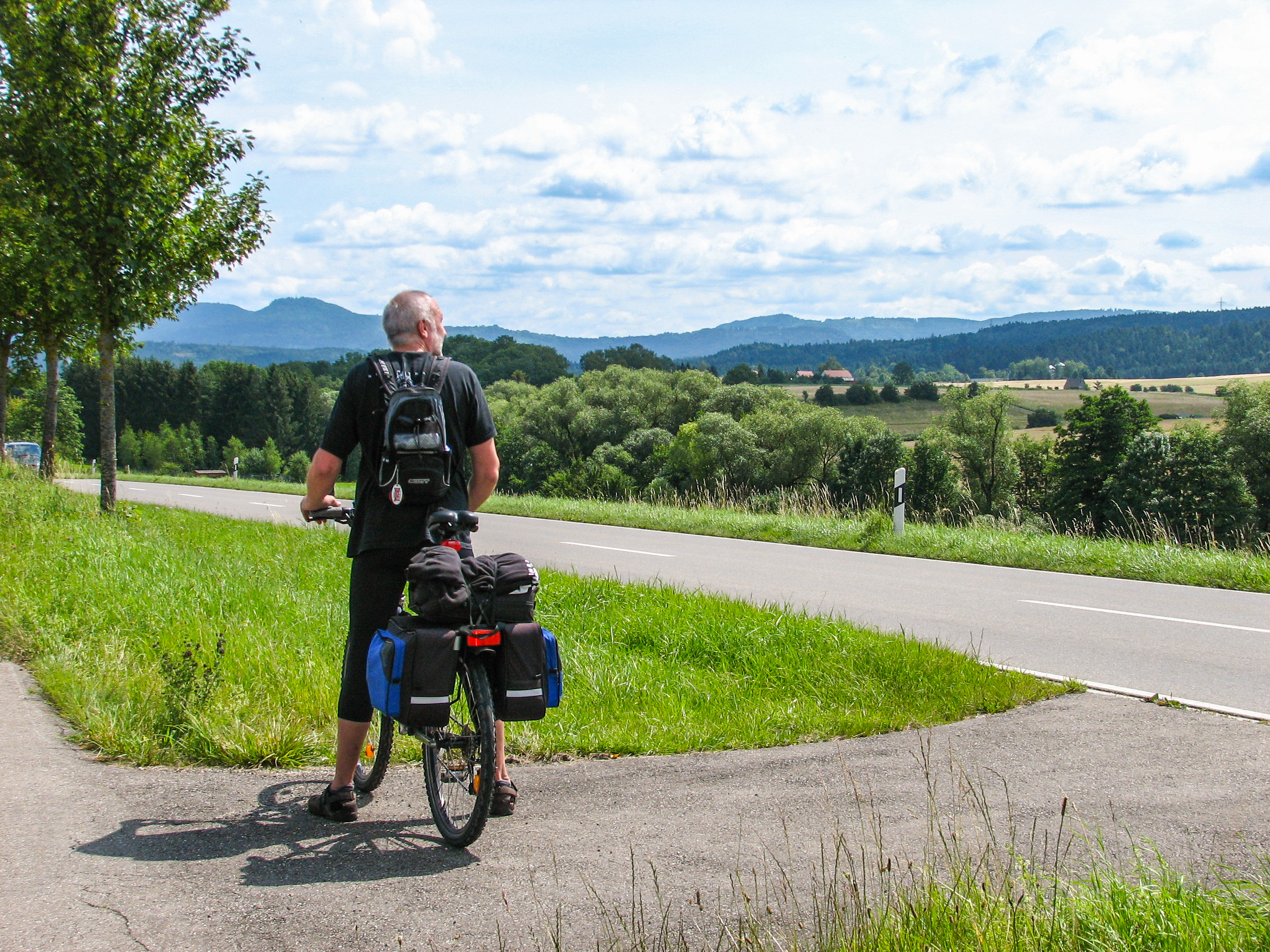
Der Fernradweg durch das Neckartal berührt als Neckartal-Radweg auch die Gemeinde Deißlingen und Lauffen

Das Wanderzeichen des Neckarweges ist als Markierung in den Wäldern und Fluren von Deißlingen mehrfach zu entdecken

#### Straßenverkehr und Ferienstraßen
Deißlingen ist über die Bundesstraße 27 (Blankenburg (Harz)–Lottstetten) und die Auffahrt Villingen-Schwenningen der A 81 verkehrsmäßig sehr gut angebunden.
Die Römerstraße Neckar–Alb–Aare führt durch Deißlingen und ist als Ferienstraße im südlichen Baden-Württemberg zwischen Neckar und Bodensee/Hochrhein und im Schweizer Bodenseeraum ausgewiesen. Träger ist der Verein Römerstraße Neckar-Alb-Aare.

#### Schienenverkehr und öffentlicher Nahverkehr
In Deißlingen halten Züge der Bahnstrecke Rottweil–Villingen. Mit Einführung des 3er-Ringzuges erhielt der Ort den neuen Haltepunkt Deißlingen Mitte. Der ursprüngliche Bahnhof der Deutschen Bahn wird nicht mehr genutzt. Auf dem Gemeindegebiet Deißlingens befindet sich auch der Anfangspunkt der Trossinger Eisenbahn, Trossingen Bahnhof.
Die beiden Gemeindeteile befinden sich im Netz des Stadtbus Rottweil.

#### Radverkehr
Durch eine Alltagsroute aus dem Radnetz Baden-Württemberg sind Deißlingen und Lauffen mit Rottweil und mit Villingen-Schwenningen verbunden.
Durch Rottweil verlaufen zwei Landes-Radfernwege: 
- Durch Deißlingen und Lauffen führt der Neckartal-Radweg, eine Flussroute von der Quelle des Neckars in Villingen-Schwenningen bis zu seiner Mündung in den Rhein bei Mannheim.
- Der 303 km lange Heidelberg-Schwarzwald-Bodensee-Radweg führt von Heidelberg durch Deißlingen bis nach Radolfzell am Bodensee.

Außerdem beginnt der Donau-Neckar-Radweg am Deisslinger Neckar und führt über 37 Kilometer nach Immendingen an die Donau.

#### Wanderwege
Der Neckarweg führt als Fernwanderweg des Schwäbischen Albvereins und des Odenwaldklubs ebenfalls durch Deißlingen, da er an den Lauf des Neckars angelehnt ist. Ein Vereins- und Wanderheim des Schwäbischen Albvereins, betreut durch die Ortsgruppe Deißlingen, befindet sich am Steinbruch im Neckartal zwischen Deißlingen und Dauchingen direkt am Fluss.

### Öffentliche Einrichtungen
Seit August 2004 ist im Industriegebiet Mittelhardt das regionale Binnenzollamt angesiedelt.

### Bildung
Deißlingen hat eine Grund- mit Gemeinschaftsschule und Ganztagesbetreuung, Lauffen eine Grundschule mit Ganztagesbetreuung.
In Deißlingen gibt es vier Kindergärten, in Lauffen einen.
Deißlingen ist (neben Niedereschach) einer der beiden Standorte der Gemeinschaftsschule Eschach-Neckar. Im Schulzentrum befindet sich ferner die Aubertschule (Grundschule). Die Mehrzweckhalle und das Lehrschwimmbecken werden ebenfalls für schulische Zwecke genutzt. Der Gemeindeteil Lauffen verfügt ebenfalls über eine Grundschule.
Die Gemeinde Deißlingen hat insgesamt fünf Kindergärten (davon 4 mit angeschlossenen Kinderkrippen).
- Kindergarten „In der Au“, Deißlingen
- Kindergarten „Gute Beth“, Deißlingen
- Kindergarten „Fronhof“, Deißlingen
- Kindergarten „Schmetterling“, Deißlingen
- Kindergarten „St. Josef“, Lauffen

## Persönlichkeiten

### Söhne und Töchter der Gemeinde
- August Schuler[5] (1893–1974), Ehrenbürger und Gründer der heutigen Schuler Rohstoff GmbH
- Romuald Hengstler (1930–2003), Maler, Grafiker und Kunstpädagoge
- Erwin Christian Schuler[5] (1924–2013), Unternehmer

### Persönlichkeiten, die in der Gemeinde gewirkt haben
- Fridolin Huber (1763–1841), katholischer Geistlicher und Theologe, von 1809 bis 1841 Ortspfarrer